# Papa Lucio II
Lucio II, nato Gherardo Caccianemici dall'Orso (Bologna, tra il 1075 e il 1100 – Roma, 15 febbraio 1145), è stato il 166º papa della Chiesa cattolica dal 1144 alla sua morte.

## Biografia

### Carriera ecclesiastica
L'esatta data di nascita di papa Lucio II non è nota. Quanto alle origini, fino al XIX secolo si riteneva che appartenesse alla famiglia Caccianemici, poi questa ricostruzione è stata confutata. 
Canonico regolare, non è certa l'appartenenza ai Canonici di Santa Maria in Reno a Casalecchio, vicino a Bologna, mentre è più probabile che appartenesse alla comunità di San Frediano di Lucca. Per un periodo si unì ai canonici regolari di Santa Croce di Mortara.
La prima notizia certa è che nel 1122 fu nominato cardinale prete del titolo di Santa Croce in Gerusalemme da papa Callisto II. Dal 1125 al 1126 fu inviato come legato pontificio in Germania presso la corte dell'imperatore Lotario II, per conto di Onorio II e poi di Innocenzo II. Va ascritto principalmente alla sua mediazione il fatto che l'imperatore Lotario II decise di effettuare due spedizioni in Italia per proteggere Innocenzo II dall'antipapa Anacleto II. Innocenzo II lo nominò Cancelliere della Chiesa di Roma e bibliotecario pontificio. Nel 1140 divenne cardinale protopresbitero.
Durante il suo periodo di cardinalato, papa Lucio II partecipò ai seguenti conclavi:
- conclave del 1124, che elesse papa Onorio II
- conclave del 1130, che elesse papa Innocenzo II
- conclave del 1143, che elesse papa Celestino II
- conclave del 1144, che elesse papa lui stesso

### Pontificato
L'8 marzo 1144 moriva papa Celestino II e Gherardo Caccianemici venne eletto suo successore. Gherardo era il candidato della famiglia Frangipane. Contro di essa un'altra nobile famiglia, i Pierleoni, aveva ingaggiato una contesa che durava da decenni. Dopo l'ennesima sconfitta nell'elezione del pontefice, i Pierleoni scatenarono una rivolta. Gherardo fu consacrato il 12 marzo come papa Lucio II, ma il suo pontificato durò appena undici mesi. In questo breve periodo volle ed ebbe l'onore di titolare la Cattedrale di Roma e di tutto il mondo cristiano cattolico anche all'evangelista ed apostolo San Giovanni, aggiungendo quest'ultimo ai già titolari San Giovanni Battista e al - più antico - Santissimo Salvatore. 
Allo scopo di contrastare i rivoltosi e nello stesso tempo definire i contrasti territoriali con il regno normanno, che si trascinavano già da alcuni anni, nell'ottobre 1144 Lucio II si incontrò con il re normanno Ruggero II di Sicilia a Ceprano, cercando di delineare quali fossero i doveri del re normanno essendo questi un vassallo della Santa Sede. Lucio II non era inoltre intenzionato ad accettare le pretese territoriali di Ruggero, ma il re normanno, consapevole della propria superiorità militare, costrinse il papa ad accettare le sue condizioni, mentre nello stesso tempo il monarca si dichiarava impossibilitato a venire in aiuto al papa per sedare la rivolta in corso a Roma.
Dopo tale incontro il Senato romano, che già aveva sottratto molto del potere temporale durante il pontificato di Innocenzo II ma che era stato sciolto da Lucio, venne ricostituito. Fu emanata una "costituzione municipale" che tendeva a far decadere definitivamente il pontefice da qualsiasi funzione di natura temporale. Fu abolita la carica di prefetto, che era appannaggio di un incaricato pontificio, e fu istituita la carica di "patrizio" rappresentante della città e della repubblica che aveva il compito di presiedere il senato. Il numero dei senatori fu aumentato a 56, mentre la città venne suddivisa in 16 rioni; ciascun rione poteva scegliere 10 elettori che avrebbero eletto, a loro volta, i senatori. Alla carica di patrizio fu eletto Giordano Pierleoni, parente dell'antipapa Anacleto II e vero artefice di primo piano della rivolta repubblicana.
Lucio chiamò allora in aiuto contro il Senato l'imperatore Corrado III, ma senza successo: questi era troppo impegnato a fronteggiare i propri nemici in Germania. Anzi l'imperatore si mostrò cordiale anche con la legazione repubblicana che era andata a chiedere un riconoscimento ufficiale.
A questo punto Lucio tentò di fare da solo e, con le milizie rimastegli fedeli, attaccò il Campidoglio, sede del Senato. La reazione del popolo fu però massiccia e l'assalto fallì. Alcuni cardinali furono uccisi e lo stesso Lucio fu colpito alla testa da una pietra tirata dalla rocca. Ferito gravemente, fu trasportato immediatamente al convento di S. Gregorio al Palatino, dove morì due giorni dopo, il 15 febbraio 1145.

#### Concistori per la creazione di nuovi cardinali
Papa Lucio II durante il suo pontificato ha creato 9 cardinali nel corso di 2 distinti concistori.

## Genealogia episcopale e successione apostolica
La genealogia episcopale è:
- Cardinale Vitale Giovanni, O.S.B. Cam.
- Papa Innocenzo II
- Cardinale Alberico di Beauvais, O.S.B.
- Papa Lucio II

La successione apostolica è:
- Vescovo Giovanni della Graticola[4], O.Cist. (1144)
- Arcivescovo Gregorio di Tarragona, O.S.B. (1144)